# Лазаревка (Нижегородская область)
Ла́заревка — деревня в городском округе Семёновский. Входит в состав Тарасихинского сельсовета.

## Описание
Расположена в 4 км от административного центра сельсовета — Посёлка станции Тарасиха и 43 км от областного центра — Нижнего Новгорода.
| 2002 | 2010 |
| ---- | ---- |
| 10   | ↘6   |

## История
В 1692 году в переписной книге упоминается как "починок Лазаревка". Крестьяне занимались земледелием и животноводством, имелось 3 поля. Зимой жгли угли, плели лапти, но только для себя. В 1935 году был организован колхоз. В колхоз все вступили сразу. В деревне была построена ферма. На войну ушло 23 жителя деревни, вернулось только 12. Прибыло 4 эвакуированных семьи, одна из них проживает и в настоящее время. После войны жизнь улучшилась, семьи увеличивались, дети ходили в школу в деревне Заево. В город выезжать не разрешали, но после появления паспортов многие люди, особенно молодежь, уехали в город искать работу.

## География
Деревня расположена на левом берегу реки Лазаревки.